# ひぐちまり
ひぐちまり（樋口 眞理, 1959年7月20日 - ）エンパワメント・フィロソファー。
現在、株式会社ワールドエンパワーメントの代表取締役を務めている。
大阪府出身。

## 概要
1989年に日本で初めてのウエディングプランナーとしてプライダルプロデュース会社を設立。23年間で1万組以上の婚礼を手がける。ブライダル業界では新時代を切り拓いたことからレジェンドと呼ばれている。
2014年より『自分が輝くことで周りを輝かせる』エンパワメントライフメソッドを開発。
「夢と希望と勇気」を周りに与える次世代のロールモデルの育成を通して、日本をトランスフォームし世界をエンパワメントすることをミッションとしている。
哲学については、「この国の未来のために人文知を守る」と言う視点から、人文知の研究に関わる公的機関へ支援活動に携わっている。また、東京大学教養学部などで開講されているリベラルアーツに係わる授業などでメタ哲学を研究し、自身で主催する会員制サロン「The Power of Philosophy（哲学の力）」を通して、経営者、リーダーへ叡智の伝承を行なっている。
また、より多くの人が、遊び・楽しみながら哲学に触れられるよう「哲学者トランプ」や「哲学者占い」の開発もしている。

### 経歴
- 1980年、外資系銀行で資金部ユーロ金利ディーラーを務める。
- 1985年、数千億円単位の地域開発をする建築企画会社に転職、専務取締役に就任。ジミー・カーター第39代アメリカ合衆国大統領を迎えたプライベートレセプションを担当。
- 1989年自身の結婚式をプロデュースする。1990年プライダルプロデュースで起業。日本初のウエディングプランナーとなり、23年間で1万組以上の婚礼を手がける。著書・監修書籍15冊、累計販売部数34万冊、ガイアの夜明けをはじめとするテレビ出演20回以上。日本におけるブライダルのスタイルを大きく変えたことから「ブライダル業界のレジェンド」と呼ばれている。
- 2015年〜2022年モナコに本部をおき、モナコの国家元首アルベール大公が名誉顧問総裁をつとめる慈善団体アミチエソンフロンティエール日本支部の副代表理事を務め、モナコ王室主催の舞踏会を始めとするイタリア、フランス等で開催されるチャリティガラパーティにも数多く参加。また、2019年11月世界の大財閥ロスチャイルド家7代目バロネス・シャーロット・ド・ロスチャイルド氏を招聘し、チャリティディナーを開催。

### その他の活動
- 東京哲学会議　特別貢献会員
- 東京官学支援機構　専務理事
- 東京美学倶楽部　上席研究員
- 会員制哲学サロン　The Power of Philosophy主催
- エンパワメントチャンネルインタビューアー
- ウェルスダイナミクスチャンネルインタビューアー

## 著書
- これ1冊で結納と結婚のしきたりがわかる本　日本文芸社 (2005/5/1)　ISBN 4537203722
- ウエディングのマナーとコツ　学研プラス (2006/9/1)　ISBN 4054032044
- 結婚 親の大切な役割とあいさつ　成美堂出版 (2008/4/11)　ISBN 4415302505
- 話し方・マナー・演出のコツがわかる 結婚式 短いスピーチ (話し方・マナー・演出のコツがわかるシリーズ) 　高橋書店; A5版 (2009/3/13)　ISBN 4471013114
- 子どもの結婚親の役割がすべてわかる本　ナツメ社 (2009/6/19)　ISBN 4816347070
- 本人＆両親　結婚の段取りのすべてがわかる本 (学研実用ベスト　暮らしのきほんシリーズ) 　学研プラス (2010/9/22)　ISBN 4054045448
- 必ず成功する!司会･幹事パーフェクトブック　ナツメ社 (2010/10/14)　ISBN 4816349650
- ワンランク上の主賓･来賓･上司のスピーチ　ナツメ社 (2010/10/14)　ISBN 4816349685
- 共感を呼ぶ!友人･同僚･上司･親族のスピーチ　ナツメ社 (2010/10/14)　ISBN 4816349669
- ふたりの想いをとどける　新郎新婦のスピーチと手紙 　ナツメ社 (2010/10/14)　ISBN 4816349677
- 花嫁の手紙お手本BOOK―感動をよぶ　大泉書店 (2012/5/1)　ISBN 4278035888
- 3ステップで書く 新郎新婦のあいさつと手紙　マイナビ (2013/10/24)　ISBN 4839948682
- 結婚式お呼ばれマニュアル ～ゲストのためのマナー・服装入門～　インプレス (2014/8/28)　ASIN B00N3PNQOQ

など、著書監修書籍15冊、累計発行部数34万部。

## 出演
テレビ番組
- 『芸能人格付けー芸能人に品格はあるのかＳＰ』（朝日放送系列）
- 『ガイアの夜明け』（テレビ東京）他